# Saint Seiya: Soul of Gold
Saint Seiya: Soul of Gold (聖闘士星矢・ソウル・オブ・ゴ ールド lit. Seiya El Santo: Alma de Oro?) es un spin-off basado en el anime clásico Saint Seiya creado por Toei Animation, adaptación animada del manga original de Masami Kurumada.

## Argumento
Durante la batalla contra Hades, los doce Caballeros Dorados sacrificaron sus vidas haciendo arder sus cosmos al máximo en una flecha dorada, arrojada por Aioros de Sagitario, para destruir el Muro de los Lamentos, y así abrirle paso a los Caballeros de Bronce hacia los Campos Elíseos. Sin embargo, los Caballeros Dorados aparecen en Asgard tras ser misteriosamente revividos. Aioria de Leo, después de ser llevado prisionero por los soldados de Asgard, conoce a una joven llamada Lyfia, quien pide su ayuda para enfrentarse a Andreas Riise, el nuevo representante de Odín en la Tierra, por orden de Hilda de Polaris, su anterior representante, quien sospecha de las verdaderas intenciones de Andreas. Durante su escape Aioria se enfrenta a Frodi de Gullinbursti, uno de los siete Dioses Guerreros encomendados a cuidar de Andreas y del árbol sagrado de Asgard, Yggdrassil, con la orden de detener a Lyfia. Aunque inicialmente tiene problemas para mantener el ritmo de pelea de Frodi, debido a que los Dioses Guerreros tienen la ventaja de recibir el poder que les ofrece Yggdrassil, el amuleto que Aioria recibió de manos de su hermano Aioros en su infancia comienza a brillar, haciendo que su cloth se transforme momentáneamente en una Armadura Divina sin saberlo, lo que le permite vencer en batalla a Frodi sin matarlo.
Al mismo tiempo, el resto de los Caballeros Dorados van haciendo su aparición en Asgard, sin que a ninguno de ellos le quede claro el por qué se encuentran vivos de nuevo. Aioria y Lyfia se encuentran en un pueblo con un ebrio Máscara de Muerte de Cáncer, quien se niega a pelear por Athena o por cualquier otro dios y prefiere disfrutar de esta nueva vida que se le presenta. Shaka de Virgo salva de morir a un malherido Milo de Escorpio, quien había sido atacado por dos Dioses Guerreros ayudados por Camus de Acuario, quien utiliza esta nueva vida para redimirse por haber provocado en su niñez una avalancha de nieve, que acabó con la vida de la hermana de uno de los Dioses Guerreros. Aldebarán de Tauro se reúne con Dohko de Libra e inician la búsqueda de sus demás compañeros, luego de enfrentarsen en un coliseo al Dios Guerrero Heracles de Tanngrisnir, donde Aldebaran también transforma con el poder de su cosmo temporalmente su cloth en Armadura Divina, haciendo que Heracles se retire del combate. Luego de descansar en una aldea abandonada, Aioria y Lyfia se encuentran con Mu de Aries, quien descubre que el árbol de la vida Yggdrasill está envenenando con ilusiones al pueblo de Asgard con una falsa bonanza.
Por su parte, Máscara de Muerte reaparece intentando tomar su resurrección como una nueva oportunidad para redimirse de su vida anterior, aunque adoptando vicios como el alcoholismo y la ludopatía. Asimismo, reniega de volver a utilizar su armadura debido a que esta lo rechaza por sus errores cometidos en el pasado, a la vez de compartir vivienda en Asgard con su colega Afrodita de Piscis, profesando también sentimientos por una aldeana de nombre Helena. Sin embargo, esta paz autoimpuesta poco duró, ya que por medio de engaños Helena fue capturada por Faffner de Nige, un Dios Guerrero encomendado por Andreas para recrear nuevos Zafiros de Odín. Para lograr su objetivo, Faffner captura a las personas y experimenta con ellas, absorbiendo la esencia de sus almas por medio de Yggdrassil. Tras conocer sobre la captura de Helena, Afrodita enfrenta a Fafner y lo derrota aunque no lo mata, lo utiliza para obtener información sobre Yggdrassill y de lo que ocurre realmente en Asgard. Al ver el poder de este caballero con las plantas Andreas lo confronta personalmente, donde finalmente logra atravesarlo por la espalda con ramas de Yggdrassil (siendo absorbido por el árbol sagrado) mientras intentaba salvar a Helena, quien también muere en los brazos de Máscara de Muerte el cual, lleno de dolor y de ira por la muerte de Helena, hace estallar su cosmo logrando que su cloth nuevamente lo acepte, convirtiéndose temporalmente en una Armadura Divina, por lo que Andreas decide retirarse. Después que Mu escucha lo dicho por Aioria sobre lo sucedido con su armadura y el poder que experimentó (el mismo experimentado por las armaduras de Tauro y Cáncer), acude a Shaka para que le explique lo sucedido, donde este le responde que estas son Armaduras Divinas, un estado hasta entonces desconocido para las Armaduras Doradas.
Después de atravesar y superar las duras pruebas que les da un bosque misterioso llamado Fimbulvetr, donde incluso Shura de Capricornio casi pierde la vida al recibir, aparentemente, el poder de Aioria para acabar con un espíritu que tenía su misma forma, los Caballeros Dorados que llegan a las raíces de Yggdrasill destruyen sus tres puntos débiles transformando momentáneamente su armaduras en divinas, rompiendo la barrera que minimizaba sus cosmos, aunque en este proceso Milo de Escorpio es absorbido por Yggdrassil, debido a su poder debilitado por un enfrentamiento sostenido anteriormente con Camus de Acuario, haciendo temer una posible Guerra de los Mil Días por la similitud de poderes entre los Santos Dorados. Así las cosas entran a él, y de ahí tienen que pasar a las Siete Habitaciones de Yggdrasill y destruir los monolitos que están dentro de ellas; para ello tienen que derrotar a sus siete guardianes: Fafner, Hércules, Frodi, Balter, Utghart, Sigmund (hermano de Sigfried, un Dios Guerrero que perdió la vida en la batalla contra los Caballeros de Bronce, por lo que guarda resentimiento hacia El Santuario y hacia quienes provienen de él) y Surt, los nuevos Dioses Guerreros de Asgard, los cuales reciben de manos de Andreas nuevos Zafiros de Odín con los experimentos hechos por Fafner con los habitantes de Asgard, además que reciben ayuda de Camus. Tanto Lyfia como Andreas ocultan grandes misterios que hasta ellos mismos desconocen, algo que Dohko de Libra empieza a sospechar.
Los guerreros dorados sobrevivientes de las batallas con los Dioses Guerreros y con Camus (quien es absorbido por Yggdrassil cuando cae en batalla, igual que los Santos Dorados caídos) se reúnen para ayudar a Aioria, quien pelea con Andreas, el cual estaba herido por una flecha que Aioros de Sagitario le había lanzado en una batalla previa, cayéndole en el ojo izquierdo con una herida muy fuerte que traspasó al espíritu que lo poseía, algo de lo que se da cuenta Andreas en el transcurso de la batalla retirándose la flecha.
Aioria pelea con él pero queda herido, sin embargo llegan más refuerzos dorados: Saga de Géminis, Dokho, Shaka y Mu, quienes matan a Andreas con la Exclamación de Athena, la cual destruye todo el lugar y el árbol, aunque en el proceso también son absorbidos por Yggdrassil. Sin embargo, el fruto del árbol sagrado sigue creciendo, conservando dentro de él la Lanza de Gungnir, la cual se dice que puede destruir la Tierra con sólo unos golpes. Aioria despierta y ve que no tiene su armadura, además de notar que está sólo debido a que los demás caballeros fueron absorbidos por Yggdrassil. Tras haber poseído el cuerpo de Andreas finalmente hace su aparición Loki, el Dios de la Mentira de Asgard, quien le revela a Aioria que no sólo usaba el cuerpo de Andreas como hospedaje sino también su Armadura Divina, la cual lo salva de la Exclamación de Athena. Al mismo tiempo, le revela al Caballero de Leo el verdadero objetivo de la resurrección de los Santos de Oro atenienses, siendo esta la obtención del poder de las 12 armaduras doradas juntas, equivalente a la energía del Sol (cubierto por el Gran Eclipse de Hades), para alimentar al fruto de Yggdrasill y restaurar la Lanza de Gungnir, en su objetivo de apoderarse de Asgard y de la Tierra.
Aioros aparece en escena mientras todos pensaban que estaba muerto, salvando a su hermano menor como único sobreviviente de entre los demás caballeros. Mientras Hilda suplica que regrese el sucesor de Odín, Frodi se da cuenta de una versión miniatura de la Armadura de Odín escondida dentro del Dios Guerrero Utgard de Garm, quien pierde la vida en combate contra Frodi, descubriendo la verdad sobre lo que ocurre en Asgard y de la falsa bonanza producida por Yggdrassil, yendo a la estatua de Odín con la armadura e invocando para que resucite a su sucesor y salve a la Tierra. En ese momento un poderoso cosmo surge dentro de Lifya, el cual resuena con el de la Armadura de Odín en su tamaño normal, haciendo suponer a todos que ella es su nueva sucesora, mandando con su poder la armadura que resuena junto a un nuevo objeto sagrado, los cuales resuenan con el cosmo de Aioria, aceptando así este el mandato divino de Odín y vistendo su armadura sagrada. Creyendo que había sido él quien revivió a los Caballeros Dorados en forma de Einherjer, Loki usa su poder para que los guerreros fallecidos que resucitó vuelvan a su descanso eterno; sin embargo, Lyfia le hace ver que fue Odín y no él quien resucitó a los Santos Dorados, utilizando a Lyfia como huésped aunque en un principio ella no supiera lo que hacia, debido a que Loki tenía el control de su cuerpo para poder resucitar a los Einherjer, mientras que Odín resucitaba en sus propios cuerpos a los doce Caballeros Dorados al conocer los planes de Loki. Molesto por el engaño de Odín, Loki busca atacar a Lyfia sin éxito.
El objeto sagrado junto a la Armadura de Odín es el Draupnir, una argolla con el poder de encerrar o destruir a Loki, entregado por Hilda de Polaris a Aioros en el Palacio de Valhalla, donde se recuperaba de sus heridas luego de su combate contra Andreas. Aioros se lo entrega a Aioria, el cual hace que su cosmo resuene con el del Draupnir reconociéndolo como su portador, emparejandose también con el de la Armadura de Odìn, adquiendo un tono dorado cuando Aioria toma la espada Balmung de la Armadura de Odín con sus manos, lo cual le da una oportunidad de pelear contra el dios Loki, logrando derrotarlo aparentemente al ser atravesado por una ya despierta Lanza de Gungnir. Sin embargo, esta lo reconoce como portador desatando un poder inmenso, no pudiendo hacer nada contra ello al recibir un golpe de la Lanza de Gungnir que iba dirigido contra su hermano Aioros, utilizando su cuerpo Aioria para salvarlo aunque a costa de la Armadura de Odín y de buena parte del territorio de Asgard, destruidos por el poder de la lanza. Finalmente, cuando todo parece perdido, y pese a que Aioros y Aioria recuperaron sus Armaduras Doradas, aparecen los Caballeros Dorados absorbidos por Yggdrassil con sus cloths, siendo rescatados por Afrodita (quien no había sido afectado por la planta en realidad). Inicialmente, los doce Caballeros Dorados atacan a Loki con su poder, sin lograr hacerle daño debido a su condición de dios y al poder de la Lanza de Gungnir, la cual provoca destrucción de buena parte de Asgard y por poco provocando la muerte de los Santos Dorados. Invocando el poder de sus armaduras divinas al hacer arder sus cosmos, luego de recibir la sangre de Athena desde el inframundo junto a cientos de pétalos rojos, logran golpear en reiteradas ocasiones a Loki hasta que, por último, Aioria logra destruir la Lanza de Gungnir y derrota a Loki con el Draupnir, apoyado por el cosmos de sus compañeros y por las oraciones de Lyfia y de los demás habitantes de la Tierra.
Al haber terminado con la misión por la cual fueron revividos por Odín, los doce Caballeros Dorados empiezan a desvanecersen dejando el mundo terrenal, no sin antes ser ayudados por Poseidón, siendo su espíritu despertado temporalmente por el poder de los Santos Dorados en su batalla contra Loki, quien les envía con su poder sus Armaduras Doradas a los Caballeros de Bronce en los Campos Elíseos. Acto seguido Aioria, como último Caballero Dorado en desaparecer, se despide de Lyfia mientras se desvanece dejando ver sus sentimientos hacia ella, y dejándole como recuerdo el amuleto que le regaló su hermano Aioros. Al final, Asgard vuelve a su clima frío tradicional y a sus duras condiciones, al tiempo que Lyfia transmite la leyenda de los Caballeros Dorados de Athena a la gente de Asgard, recordándolos con aprecio.

## Personajes

### Santos Dorados
- Mū de Aries: Nacido en Tíbet. De personalidad tranquila y estilo muy elegante. Es el único a quien se le ha enseñado las técnicas de reparación de las Armaduras. Su punto fuerte en los combates son sus habilidades psíquicas, tales como la psicoquinesia, la teletransportación y su técnica defensiva “Muro de Cristal”. Posee además dos técnicas muy poderosas, heredadas de su maestro Shion de Aries, denominadas "Extinción de luz estelar" y "Revolución de polvo estelar".
- Aldebarán de Tauro: Nacido en Brasil. Está orgulloso de su fuerza física, es un guerrero valiente que resiste los ataques de sus oponentes. Pelea usando sus puños. No habla mucho y logra comprender a sus oponentes combatiendo con ellos. Básicamente, cruza los brazos y lanza su técnica especial “Gran Cuerno”.
- Saga de Géminis: Nacido en Grecia. En su espíritu persistían ambos extremos, tanto el bien cómo el mal. Ha experimentado la continua lucha contra el espíritu malvado que hay en su interior. Es el Santo Dorado con mayor influencia al haber sido Patriarca del Santuario, cuando su lado malvado lo dominaba. Su técnica más fuerte es la “Explosión de Galaxias”, aunque también cuenta con la “Otra Dimensión”, una técnica para enviar a sus oponentes a otro espacio y lugar.
- Mascara de Muerte de Cáncer: Nacido en Italia, experimentó un cambio de personalidad tras su resurrección en Asgard, que al mismo tiempo le permitió reconocerse como "el más débil de los santos de oro". A pesar de mostrarse reacio a volver a pelear, recupera su cloth y su poder por una cuestión de amor. Su técnica especial de las "Ondas infernales" le permiten llevar a su oponente al Inframundo, donde obtiene su máximo poder.
- Aioria de Leo: Nacido en Grecia. Es el más recto de todos los Santos Dorados, no le gustan las tretas, lucha de manera justa lanzando sus golpes a velocidad luz, tales como el “Relámpago de Voltaje” y el “Plasma Relámpago”. Es un ejemplo de Santo cuya técnica principal de ataque son los golpes de puño. Es quien más sobresale en la historia al ser quien derrota a Loki con el Draupnir, además de vestir la Armadura de Odín con la espada Balmung y ser el interés amoroso de Lyfia, la huésped del dios Odín, quien revive a los doce caballeros dorados.
- Shaka de Virgo: Nacido en India. "El hombre más cercano a Dios", es el más reflexivo de todos los Santos Dorados. Nada lo perturba y siempre evalúa las cosas calmadamente. Es uno de los más poderosos Santos Dorados, eleva su Cosmos cerrando sus ojos y privándose de la vista. Cuando abre sus ojos, libera su técnica defensiva y ofensiva: “Tesoro del Cielo”, la cual sella los sentidos del oponente, incluyendo el sexto. También utiliza el poder de invocar espíritus de la naturaleza para atacar a sus oponentes.
- Dohko de Libra: Nacido en China. Es el único que queda vivo de los dos sobrevivientes de la anterior Guerra Santa, se ha ganado el respeto de todos y le suelen llamar "Viejo Maestro", habiendo sido el maestro del caballero de bronce Shiryu de Dragón. A pesar de que originalmente los Santos peleaban con sus propios cuerpos, sin el uso de armamento, la Armadura de Libra esta capacitada para incluir 6 pares de armas para cada santo de oro. Estas armas poseen el poder suficiente como para destruir estrellas y no pueden ser usadas sin el permiso del Santo de Libra. Las habilidades de Dohko son muy poderosas; los “Cien Dragones de Rozan” es una de sus técnicas especiales.
- Milo de Escorpio: Nacido en Grecia. Es impulsivo, tiene un fuerte sentido de justicia y se siente orgulloso de ser un Santo Dorado. Su técnica especial es la “Aguja Escarlata”, la cual consta de 15 punzadas realizadas con su dedo índice, paralizando el sistema nervioso central, lo cual bloquea los cinco sentidos del oponente. Es un gran amigo de Camus de Acuario, con quien se enfrenta inicialmente.
- Aioros de Sagitario: Nacido en Grecia. Hermano mayor de Aioria, falleció siendo acusado de “traidor” cuando Saga, como patriarca del Santuario y dominado por su espíritu malvado, intentó asesinar a Athena y este lo evitó, pero en realidad es un hombre que es ejemplo para los demás santos, dado que a pesar de ser despreciado por la gente de su alrededor y exiliado (ya que Saga lo acusó de intentar asesinar a Athena), arriesgó su vida para cumplir con la misión de proteger a la diosa Athena. Es el primero que enfrenta a Andreas, supuesto representante de Odín en la Tierra, y es quien lidera a los demás Santos Dorados en la batalla final contra Loki. Además de atacar con las flechas doradas de su armadura, tiene una poderosa técnica de ataque conocida como “Rayo Atómico”, lanzando poderosos rayos a la velocidad de la luz.
- Shura de Capricornio: Nacido en España. Es quien asesinó a Aioros tras recibir la orden del Patriarca (Saga). Su lealtad por la diosa Athena es muy grande. Pelea convirtiendo sus dos manos y piernas en “Excalibur”, la espada sagrada, que puede cortarlo todo.
- Camus de Acuario: Nacido en Francia. Aunque todo el tiempo parece ser un tipo frío, esconde un corazón cálido en su interior. Es considerado el “Mago del agua y el hielo” porque sus técnicas de combate hacen uso del hielo. Fue el maestro del caballero de bronce Hyoga de cisne. Su técnica especial es la “Ejecución Aurora”, en la cual libera un ataque que hace congelar al oponente hasta niveles cercanos al cero absoluto. Inicialmente pelea en favor de los Dioses Guerreros de Asgard luego de su resurrección, como pago por haber provocado accidentalmente la muerte en su infancia de la hermana de uno de ellos, pero finalmente termina combatiendo al lado de los demás Caballeros Dorados.
- Afrodita de Piscis: Nacido en Suecia. Es el poseedor de la máxima belleza entre los 88 santos. Utiliza como armas rosas creadas por su cosmo. Las “Rosas Diabólicas Reales” son rosas rojas que atacan al oponente con veneno, haciéndole perder lentamente sus cinco sentidos, también tiene otras técnicas conocidas como “Rosas Pirañas” y “Rosa Sangrienta”. Debido a su conexión con las plantas, resiste los ataques de Yggdrasill, logrando robarle toda la información necesaria para salvar a los Santos Dorados atrapados en el árbol sagrado de Asgard. A pesar de creer que "El poder es justicia", es un santo que desea la paz en la Tierra.

### Nuevos Dioses Guerreros
- Balder de Hræsvelgr: Llamado el "inmortal", debido a que su cuerpo es inmune al dolor y al daño, gracias a que fue bendecido por un misterioso dios cuando era joven, un dios que él creía que era Odín.
- Fafner de Nidhogg: Por órdenes de Andreas, Fafner es el encargado de llevar a cabo la investigación sobre Yggdrasill. Por sus experimentos con los habitantes de Asgard, es considerado el más cruel y sádico de los Dioses Guerreros.
- Frodi de Gullinbursti: Es el primero de los Dioses Guerreros que vemos en acción, combatiendo contra Aioria de Leo. Desciende de una familia que ha servido al dios Odín desde tiempos antiguos y es por ello que se le considera como el más orgulloso de los Dioses Guerreros.
- Heracles de Tanngrisnir: Un guerrero orgulloso, considerado el más fuerte físicamente de los Dioses Guerreros.
- Sigmund de Grane: Es el hermano mayor del antiguo Dios Guerrero, Siegfried de Dubhe. Guarda un gran odio y rencor contra los Santos de Atena y los dioses del Olimpo, debido a la muerte de su hermano en el anterior conflicto entre Asgard y el Santuario.
- Surt de Eikþyrnir: Antiguo amigo de Camus de Acuario, a quien utiliza en contra de los Caballeros Dorados, debido a que en el pasado Camus ocasiona el accidente que le costó la vida a la hermana de Surt.
- Utgard de Garm: El más misterioso de los Dioses Guerreros. En algún momento antes de la llegada de los santos dorados, consciente de las intenciones de Loki, Utgard decidió volverse un guerrero Einherjer para mantener oculta la Armadura de Odín.

### Representantes de Odín
- Andreas Rize: El nuevo representante de Odín y huésped del dios Loki.
- Lyfia: La huésped del dios Odín y aliada de Aioria y el resto de Caballeros Dorados. En el transcurso de la historia manifiesta sentimientos de amor hacia el Caballero de Leo.
- Hilda de Polaris: La antigua representante de Odín y la hermana mayor de Freya, quien enferma misteriosamente y es sustituida por Andreas Rize.

### Dioses
- Odín: El dios protector de Asgard, quien revive a los doce caballeros dorados de Athena, por medio de Lyfia, para que detengan a Loki.
- Loki: El falso dios de Asgard y rival de Odín, quien manipuló a Andreas para que lo trajera de vuelta a la vida.
- Poseidon: El rey de los mares, quien despierta brevemente a causa del Cosmos de los Caballeros Dorados y les ayuda a enviar sus armaduras a los Campos Elíseos para apoyar a los Caballeros de Bronce.

## Transmisiones
La serie comenzó a transmitirse el 11 de abril de 2015. Bandai Channel transmitió la serie en Japón, mientras que Crunchyroll y Daisuki la transmitieron por el resto del mundo. Este último ofrece títulos en diferentes idiomas, incluidos inglés, italiano, español y portugués. Los episodios fueron lanzados en formato único quincenal los sábados. En su primer episodio, tuvo más de 11 millones de visitas, tan solo en los primeros minutos fue supervisada por Masami kurumada.

## Episodios
| N.º | Título | Fecha de emisión original |
| --- | --- | ------------------------- |
| 1   | «La Leyenda Dorada, Resucita» «Yomigaere! Ōgon Densetsu" (蘇れ！黄金伝説)»                                                                     | 11 de abril de 2015       |
| 2   | «Revelen el Secreto de Yggdrasil» «Abake! Yugudorashiru no Himitsu" (暴け！ユグドラシルの秘密)»                                                | 25 de abril de 2015       |
| 3   | «Combate entre Caballeros Dorados» «Gekitotsu! Gorudo Seinto tai Gorudo Seinto (激突！黄金聖闘士VS黄金聖闘士)»                                 | 9 de mayo de 2015         |
| 4   | «Los 7 Dioses Guerreros Se Reúnen» «Shūketsu! Shichinin no Goddo Wōriā (集結！七人の神闘士)»                                                   | 23 de mayo de 2015        |
| 5   | «El Poder Absoluto de la Armadura Divina» «Kyūkyoku! Goddo Kurosu no Chikara (究極！神聖衣の力)»                                               | 6 de junio de 2015        |
| 6   | «Entren a las Siete Cámaras del Yggdrasil» Totsunyū! Yugudorashiru no Nanatsu no Ma (突入！ユグドラシルの７つの間)»                            | 20 de junio de 2015       |
| 7   | «Una Confrontación Entre Armaduras Divinas» Gekishin! Goddo Kurosu tai Goddo Kurosu (激震！ 神聖衣ｖｓ神聖衣)»                                 | 4 de julio de 2015        |
| 8   | «Balder, El Hombre Elegido Por Los Dioses» Barudoru! Kami ni Erabareshi Otoko (バルドル！神に選ばれし男)»                                      | 18 de julio de 2015       |
| 9   | «Saga y El Inquebrantable Lazo Entre Hermanos» Saga! Atsuki Kyōdai no Kizuna (サガ！熱き兄弟の絆)»                                             | 1 de agosto de 2015       |
| 10  | «¡El Enfrentamiento Entre Aioria y Andreas!» Kessen! Aioria tai Andoreasu (決戦！アイオリアＶＳアンドレアス)»                                  | 15 de agosto de 2015      |
| 11  | «La Resurrección del Dios Maligno de Asgard, Loki» «Fukkatsu! Asugarudo no Jashin Roki (復活！アスガルドの邪神ロキ)»                           | 29 de agosto de 2015      |
| 12  | «El Renacer de la Lanza Sagrada Gungnir» «Tanjō! Jingi Gunguniru no Yari (誕生！神器グングニルの槍)»»                                          | 13 de septiembre de 2015  |
| 13  | «¡Que Escuchen Nuestra Plegaria! La Eterna Leyenda Dorada!» «Todoke Warera no Omoi! Eien no Ōgon Densetsu! (届け我らの想い！永遠の黄金伝説！)» | 26 de septiembre de 2015  |